# 土浦東映劇場
土浦東映劇場（つちうらとうえいげきじょう）は、かつて存在した日本の映画館である。成立年代は不明であるが、明治時代に芝居小屋として開業、1940年（昭和15年）前後までに映画館に転向、大都座（だいとざ）と名乗り、第二次世界大戦後は土浦銀映座（つちうらぎんえいざ）、のちに東映系の契約館（非直営館）となり改称した。

同市内に1970年代まで存在した「土浦東映ボウリングセンター」は東映の直営施設であり、本項では扱わない。

## 沿革
- 明治時代 - 芝居小屋として開館[3]
- 1940年前後 - 映画館に転向、大都座と改称[3][10][11]
- 1949年前後 - 銀映座と改称[3][12]
- 1956年 - 土浦東映劇場と改称[1]
- 1995年 - 閉館[8][9]

## データ
- 所在地 : 茨城県新治郡土浦町
  - のちの茨城県土浦市本町801番地
  - 現在の同県同市中央2丁目3番7号

北緯36度4分58.2秒 東経140度12分7.23秒 / 北緯36.082833度 東経140.2020083度
- 経営 : 小口信治[10][11] ⇒ 小口登[13] ⇒ 株式会社小口商事[2][8]
- 支配人 : 
  1. 小口信治（1940年前後 - 1953年）[10][11]
  2. 小口登（1953年 - 1981年）[13]
  3. 小口治久（1981年 - 1995年）[5][6][8]
- 構造 : 木造二階建[12] ⇒ 鉄筋コンクリート建[8]
- 観客定員数 : 452名（1942年[10]・1943年[11]）、246名（1978年）、220名（1995年[8]）

## 概要
正確な成立年代は不明であるが、明治時代、茨城県新治郡土浦町（のちの同県土浦市本町801番地、現在の同県同市中央2丁目3番7号）に芝居小屋として開業したとされる。同町内の芝居小屋であった小野座（のちの土浦日活劇場、経営・水野好雄、東崎町、中央2丁目6番28号）は、やがて大正初年には映画館に業態変更しており、1926年（大正15年）には、土浦駅近くに明治館（のちの土浦劇場、経営・小島定次郎、匂町3135番地、現在の桜町2丁目14番地20号）が映画館として開館、1927年（昭和2年）6月には、新しく霞浦劇場（館主・内村茂、興行主・前田吟一郎、東崎町744番地、現在の中央2丁目4番16号）が開館、つぎつぎに映画館が増えていった。
その後、1940年（昭和15年）前後までの時期に映画館に転向、大都座と改称して大都映画を上映していた。同じころに土浦東宝映画劇場（経営・渡邊福一、仲町650番地）が開館して、同町内（同市内）の合計4館になっていた。同年11月3日、市制が敷かれ土浦町は土浦市になり、1942年（昭和17年）には第二次世界大戦による戦時統制が敷かれ、日本におけるすべての映画が同年2月1日に設立された社団法人映画配給社の配給になり、すべての映画館が紅系・白系の2系統に組み入れられるが、『映画年鑑 昭和十七年版』には、土浦市内の4館の系統については記載されていない。当時の同館は小口信治の個人経営であり、小口が支配人を兼務していた。観客定員数は452名で、二階席が存在した。
戦後、同館は銀映座と改称し、大映系の封切館となった。『映画年鑑 1950』によれば、当時の同市内の映画館は、同館のほか、戦時中から引き続き、小野座、土浦劇場、霞浦劇場、土浦東宝映画劇場の5館があった。1953年（昭和28年）には、同館の館主・支配人が、小口信治から小口登に交代した。同市内では、同年10月には荒川沖映画劇場（荒川沖684番地）があらたに開館、翌1954年（昭和29年）には土浦東宝映画劇場が閉館、土浦大映劇場（のちのテアトル土浦、朝日町、現在の桜町3丁目4番4号）が開館している。1956年（昭和31年）には同館が土浦東映劇場と改称、翌1957年（昭和32年）には、同館の経営が、小口登の個人経営から、株式会社小口商事による企業経営に変わり、小口は同社の代表と同館の支配人を務めた。同年、最後発の祇園セントラル映画劇場（現在の土浦セントラルシネマズ、経営・中島棟次、川口町、川口1丁目11番5号）が開館して、合計7館になった。
1981年（昭和56年）からは、同館の支配人が小口治久に交代、小口登は引き続き株式会社小口商事の代表を務めた。1986年（昭和61年）には、小口治久が小口登に代って、株式会社小口商事の代表に就任している。
1995年（平成7年）、閉館した。同地は更地にされ、2013年（平成25年）現在、同館跡地の現況は駐車場である。